# Șerbănești (gmina Sălătrucel)
Șerbănești – wieś w Rumunii, w okręgu Vâlcea, w gminie Sălătrucel. W 2011 roku liczyła 439 mieszkańców.